# Карбид кремния
Карби́д кре́мния (карбору́нд) — бинарное неорганическое химическое соединение кремния с углеродом. Химическая формула SiC. В природе встречается в виде чрезвычайно редкого минерала — муассанита. Порошок карбида кремния был получен в 1893 году. Используется как абразив, полупроводник, в микроэлектронике (в силовых установках электроавтомобилей), для имитирующих алмаз вставок в ювелирные украшения, для изготовления пропускных колец спиннингов.

## Открытие и начало производства

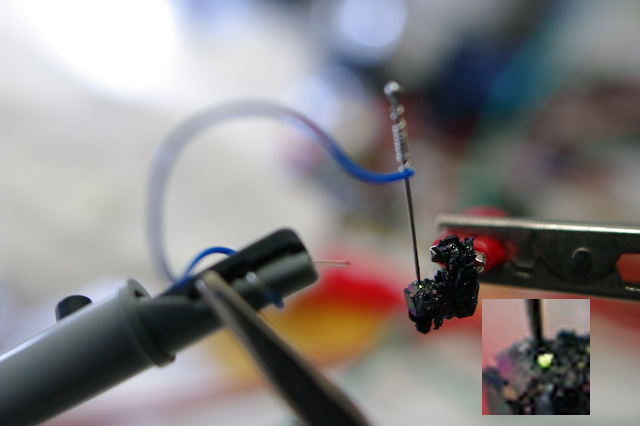
Повторение эксперимента Г. Д. Раунда

О ранних, не систематических и часто непризнанных синтезах карбида кремния сообщали Деспретз (фр. César Despretz; 1849), Марсден (англ. Robert Sydney Marsden; 1880) и Колсон (Albert Colson; 1882 год). Широкомасштабное производство начал Эдвард Гудрич Ачесон в 1893 году. Он запатентовал метод получения порошкообразного карбида кремния 28 февраля 1893 года. Ачесон также разработал электрическую печь, в которой карбид кремния создаётся до сих пор. Он основал компанию The Carborundum Company для производства порошкообразного вещества, которое первоначально использовалось в качестве абразива.
Исторически первым способом использования карбида кремния было использование в качестве абразива. За этим последовало применение и в электронных устройствах.
В начале XX века карбид кремния использовался в качестве детектора в первых радиоприемниках.
В 1907 году Генри Джозеф Раунд создал первый светодиод, подавая напряжение на кристаллы SiC и наблюдая за жёлтым, зелёным и оранжевым излучением на катоде. Эти эксперименты были повторены О. В. Лосевым в СССР в 1923 году.

## Формы нахождения в природе

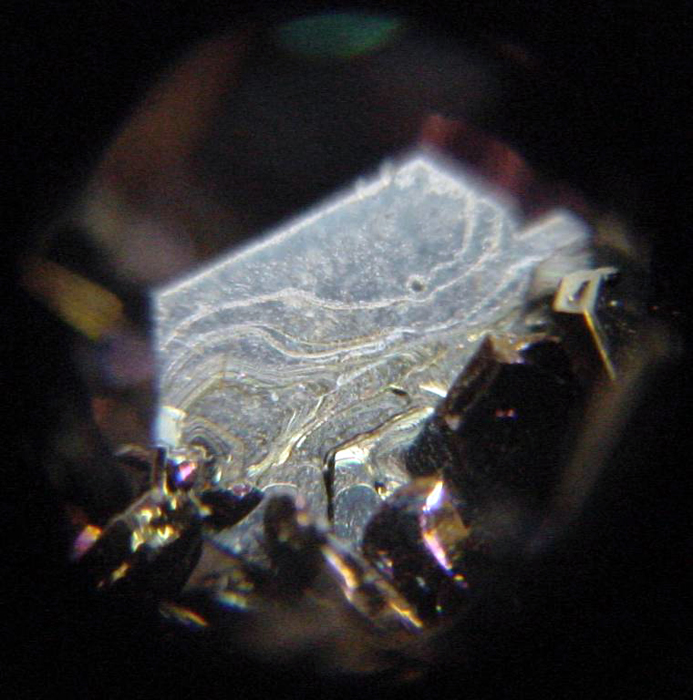
Монокристалл муассанита (~1 мм в размере)

Природный карбид кремния — муассанит можно найти только в ничтожно малых количествах в некоторых типах метеоритов и в месторождениях корунда и кимберлита. Практически любой карбид кремния, продаваемый в мире, в том числе и в виде муассанитового украшения, является синтетическим. Природный муассанит был впервые обнаружен в 1893 году в виде небольших шестиугольных пластинчатых включений в метеорите Каньон Диабло в Аризоне Фердинандом Анри Муассаном, в честь которого и был назван минерал в 1905 году. Исследование Муассана о естественном происхождении карбида кремния было изначально спорным, потому что его образец мог быть загрязнён крошкой карбида кремния от пилы (в то время пилы уже содержали данное вещество).
Хоть карбид кремния и является редким веществом на Земле, он широко распространён в космосе. Это вещество встречается в пылевых облаках вокруг богатых углеродом звёзд, также его много в первозданных, не подвергшихся изменениям, метеоритах (почти исключительно в форме бета-полиморфа). Анализ зёрен карбида кремния, найденных в углеродистом хондритовом метеорите Мёрчисон, показал аномальное изотопное соотношение углерода и кремния, что указывает на происхождение данного вещества за пределами Солнечной системы: 99 % зёрен SiC образовалось около богатых углеродом звёзд, принадлежащих к асимптотической ветви гигантов. Карбид кремния можно часто обнаружить вокруг таких звёзд по их ИК-спектрам.

## Производство
Из-за редкости нахождения в природе муассанита карбид кремния, как правило, имеет искусственное происхождение. Простейшим способом производства является спекание кремнезёма с углеродом в графитовой электропечи Ачесона при высокой температуре 1600—2500 °C:
{\displaystyle {\ce {SiO2{}+3C->[1600{-}2500~^{\circ }{\text{C}}]SiC{}+2CO\uparrow }}}

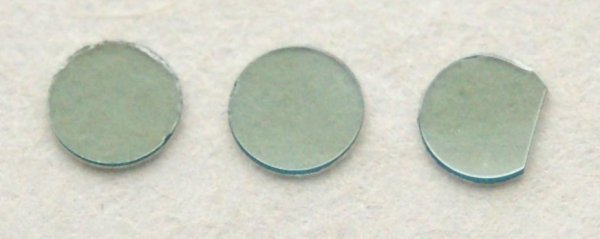
Синтетические кристаллы SiC ~3 мм в диаметре

Чистота карбида кремния, образующегося в печи Ачесона, зависит от расстояния до графитового резистора в ТЭНе.
Кристаллы высокой чистоты бесцветного, бледно-жёлтого и зелёного цвета находятся ближе всего к резистору.
На большем расстоянии от резистора цвет изменяется на синий или чёрный из-за примесей.
Загрязнителями чаще всего являются азот и алюминий, они влияют на электропроводность полученного материала.

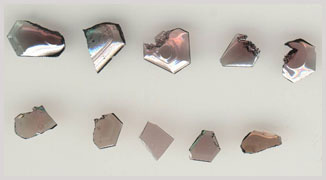
Кристаллы карбида кремния, полученные благодаря процессу Лели

Чистый карбид кремния можно получить с помощью так называемого процесса Лели, в котором порошкообразный SiC возгоняется в атмосфере аргона при 2500 °C и осаждается на более холодной подложке в виде чешуйчатых монокристаллов размерами до 2 см × 2 см. Этот процесс даёт высококачественные монокристаллы, получающиеся из-за быстрого нагрева до высоких температур и в основном состоящие из 6H-SiC фазы. Улучшенный процесс Лели при участии индукционного нагрева в графитовых тиглях даёт ещё большие монокристаллы до 10 см в диаметре. Кубический SiC, как правило, выращивается с помощью более дорогостоящего процесса — химического осаждения паров.
Чистый карбид кремния также может быть получен путём термического разложения полимера полиметилсилана (SiCH3)n, в атмосфере инертного газа при низких температурах.
Относительно CVD-процесса метод пиролиза более удобен, поскольку из полимера можно сформировать изделие любой формы перед запеканием в керамику.

## Структура и свойства

Структуры основных политипов SiC
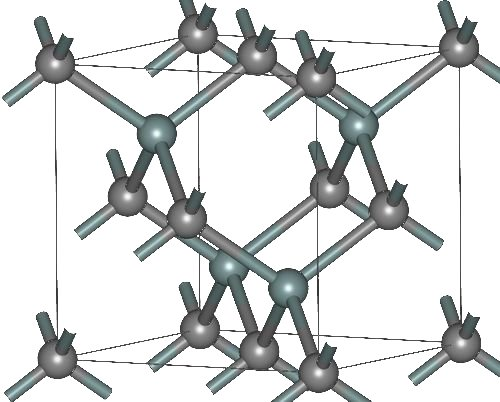
(β)3C-SiC
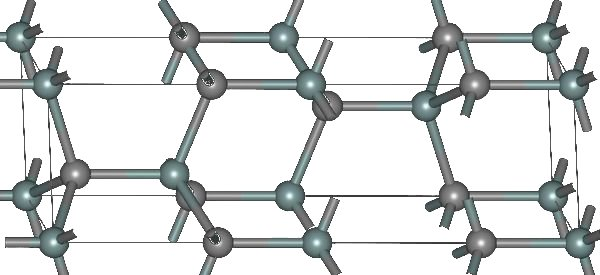
4H-SiC
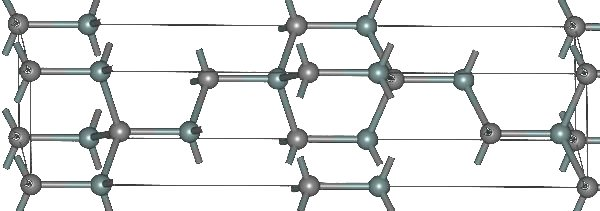
(α)6H-SiC

Известно примерно 250 кристаллических форм карбида кремния.
Полиморфизм SiC характеризуется большим количеством схожих кристаллических структур, называемых политипами.
Они являются вариациями одного и того же химического соединения, которые идентичны в двух измерениях, но отличаются в третьем.
Таким образом, их можно рассматривать как слои, сложенные в стопку в определённой последовательности.
Альфа-карбид кремния (α-SiC) является наиболее часто встречающимся полиморфом.
Эта модификация образуется при температуре свыше 1700 °C и имеет гексагональную решётку, кристаллическая структура типа вюрцита.
Бета-модификация (β-SiC), с кристаллической структурой типа цинковой обманки (аналог структуры алмаза), образуется при температурах ниже 1700 °C.
До недавнего времени бета-форма имела сравнительно небольшое коммерческое использование, однако в настоящее время в связи с использованием его в качестве гетерогенных катализаторов интерес к ней увеличивается. Нагревание бета-формы до температур свыше 1700 °C способно приводить к постепенному переходу кубической бета-формы в гексагональную (2Н, 4Н, 6Н, 8Н) и ромбичеcкую (15R). При повышении температуры и времени процесса все образующиеся формы переходят в конечном итоге в гексагональный альфа-политип 6Н.
| Политип                      | 3C (β)                         | 4H                                  | 6H (α)                              |
| ---------------------------- | ------------------------------ | ----------------------------------- | ----------------------------------- |
| Кристаллическая структура    | Кубическая                     | Гексагональная                      | Гексагональная                      |
| Пространственная группа      | {\displaystyle T_{d}^{2}-F43m} | {\displaystyle C_{6v}^{4}-P6_{3}mc} | {\displaystyle C_{6v}^{4}-P6_{3}mc} |
| Символ Пирсона               | cF8                            | hP8                                 | hP12                                |
| Постоянные решётки (Å)       | 4,3596                         | 3,0730; 10,053                      | 3,0810; 15,12                       |
| Плотность (г/см3)            | 3,21                           | 3,21                                | 3,21                                |
| Ширина запрещённой зоны (эВ) | 2,36                           | 3,23                                | 3,05                                |
| МОС (ГПа)                    | 250                            | 220                                 | 220                                 |
| Теплопроводность (Вт/(см·К)) | 3,6                            | 3,7                                 | 4,9                                 |

Чистый карбид кремния бесцветен. Его оттенки от коричневого до чёрного цвета связаны с примесями железа.
Радужный блеск кристаллов обусловливается тем, что при контакте с воздухом на их поверхности образуется плёнка из диоксида кремния, что приводит к пассивированию внешнего слоя.
Карбид кремния является весьма инертным химическим веществом: практически не взаимодействует с большинством кислот, кроме концентрированных фтористоводородной (плавиковой), азотной и ортофосфорной кислот. Способен выдерживать нагревание на открытом воздухе до температур порядка 1500 °C.
Карбид кремния не плавится при любом известном давлении, но способен сублимировать при температурах свыше 1700 °C.
Высокая термическая устойчивость карбида кремния делает его пригодным для создания подшипников и частей оборудования для высокотемпературных печей.
Существует большой интерес в использовании данного вещества в качестве полупроводникового материала в электронике, где высокая теплопроводность, высокое электрическое напряжение пробоя и высокая плотность электрического тока делают его перспективным материалом для высокомощных устройств, в том числе при создании сверхмощных светодиодов.
Карбид кремния имеет очень низкий коэффициент теплового расширения (4,0⋅10−6 K−1) и в достаточно широком температурном диапазоне эксплуатации не испытывает фазовых переходов (в том числе фазовых переходов второго рода), из-за которых может произойти разрушение монокристаллов.

### Электропроводность
Карбид кремния является полупроводником, тип проводимости которого зависит от примесей.
Проводимость n-типа получается при легировании азотом или фосфором, а p-тип — с помощью алюминия, бора, галлия или бериллия.
Металлическая проводимость была достигнута за счёт сильного легирования бором, алюминием и азотом.
Сверхпроводимость была обнаружена в политипах 3C-SiC:Al, 3C-SiC:B и 6H-SiC:B при одинаковой температуре — 1,5 К.

### Физические свойства
Карбид кремния является твёрдым, тугоплавким веществом. Кристаллическая решётка аналогична решётке алмаза. Является полупроводником.
- Стандартная энтальпия образования (298 К): −66,1 кДж/моль[31].
- Стандартная энергия Гиббса образования (298 К): −63,7 кДж/моль[31].
- Стандартная энтропия образования (298 К): 16,61 Дж/(моль·K)[31].
- Стандартная мольная теплоемкость (298 К): 26,86 Дж/(моль·K)[31].
- Характер кристаллической решётки: атомный. Энергия кристаллической решётки: 299 ккал/(г·форм[прояснить])[32].

### Химические свойства
По типу химической связи карбид кремния относится к ковалентным кристаллам. Доля ионной связи, обусловленной некоторым различием в электроотрицательностях атомов Si и C, не превышает 10—12 %. Энергия ковалентной связи между атомами кремния и углерода в кристаллах SiC почти в три раза превышает энергию связи между атомами в кристаллах кремния. Благодаря сильным химическим связям карбид кремния выделяется среди других материалов высокой химической и радиационной стойкостью, температурной стабильностью физических свойств, большой механической прочностью и высокой твёрдостью. В инертной атмосфере карбид кремния разлагается только при очень высокой температуре:
{\displaystyle {\ce {SiC->[2830~^{\circ }{\text{C}}]Si{}+C}}}.
Сильно перегретый пар разлагает карбид кремния:
{\displaystyle {\ce {SiC{}+2H2O->[1300~^{\circ }{\text{C}}]SiO2{}+CH4\uparrow }}}.
Концентрированные кислоты и их смеси растворяют карбид кремния:
{\displaystyle {\ce {3 SiC + 8 HNO3 -> 3 SiO2 + 3 CO2 ^ + 8 NO ^ + 4 H2O,}}}
{\displaystyle {\ce {3 SiC + 18 HF + 8 HNO3 -> 3 H2[SiF6] + 3 CO2 ^ + 8 NO ^ + 10 H2O}}}.
В присутствии кислорода щёлочи растворяют карбид кремния:
{\displaystyle {\ce {SiC + 2 NaOH + 2 O2 -> Na2SiO3 + CO2 ^ + H2O,}}}
{\displaystyle {\ce {SiC{}+4NaOH{}+2O2->[>350~^{\circ }{\text{C}}]Na2SiO3{}+Na2CO3{}+2H2O}}}.
При нагревании реагирует с кислородом:
{\displaystyle {\ce {2SiC{}+3O2->[950{-}1700~^{\circ }{\text{C}}]2SiO2{}+2CO\uparrow ,}}}
с галогенами:
{\displaystyle {\ce {SiC{}+2Cl2->[600{-}1200~^{\circ }{\text{C}}]SiCl4{}+C,}}}
с азотом, образуя нитрид кремния:
{\displaystyle {\ce {6SiC{}+7N2->[1000{-}1400~^{\circ }{\text{C}}]2Si3N4{}+3C2N2,}}}
с активными металлами:
{\displaystyle {\ce {2SiC{}+5Mg->[700~^{\circ }{\text{C}}]2Mg2Si{}+MgC2,}}}
и их пероксидами:
{\displaystyle {\ce {SiC{}+4Na2O2->[700{-}800~^{\circ }{\text{C}}]Na2SiO3{}+Na2CO3+2Na2O}}}.

## Применение

### Абразивные и режущие инструменты

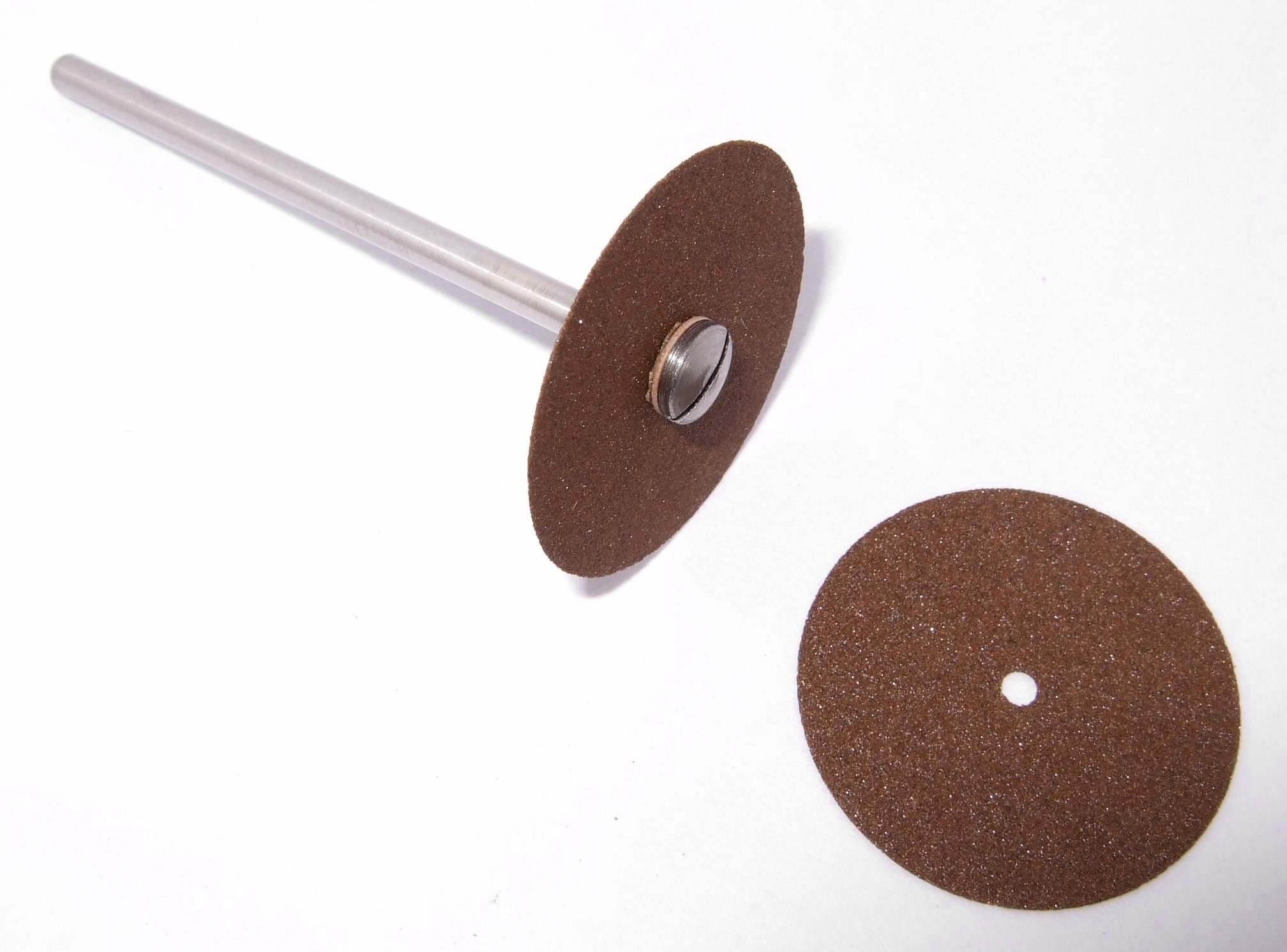
Режущие диски из карбида кремния

В современной гранильной мастерской карбид кремния является популярным абразивом из-за его прочности и низкой стоимости.
В обрабатывающей промышленности из-за его высокой твёрдости он используется в абразивной обработке в таких процессах как шлифование, хонингование, водоструйная резка и пескоструйная обработка. Частицы карбида кремния ламинируются на бумагу для создания шлифовальной шкурки.
Суспензии мелкодисперсных порошков карбида кремния в масле, глицерине или этиленгликоле используются в процессе проволочной резки полупроводниковых монокристаллов на пластины.
В 1982 году случайно был обнаружен композит, состоящий из оксида алюминия и карбида кремния, кристаллы которого растут в виде очень тонких нитей.

### Конструкционные материалы

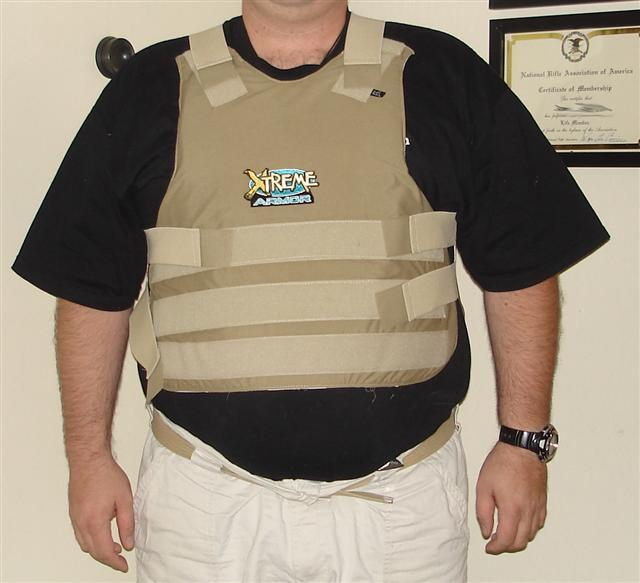
Карбид кремния используется в качестве лицевого слоя композитной секции противопулевого бронежилета

Карбид кремния наряду с карбидом вольфрама и другими износостойкими материалами применяется для создания торцевых механических уплотнений.
В 1980-х и 1990-х годах карбид кремния исследовался в нескольких научно-исследовательских программах разработки высокотемпературных газовых турбин в США, Японии и Европе.
Планировалось, что разработанные компоненты из карбида кремния заменят рабочие и сопловые лопатки турбин из никелевых жаропрочных сплавов.
Тем не менее, ни один из этих проектов не привёл к промышленному производству, в основном из-за низкого сопротивления ударным нагрузкам и низкой вязкости разрушения карбида кремния.
Подобно другим высокотвёрдым керамическим материалам (оксид алюминия и карбид бора), карбид кремния используется как компонент композитной брони, применяемой для защиты вооружения и военной техники, а также в виде составного элемента слоистой брони керамика/органопластик противопульных жилетов. В бронежилете «Шкура дракона», созданном компанией Pinnacle Armor, используются диски из карбида кремния.

### Автомотодетали

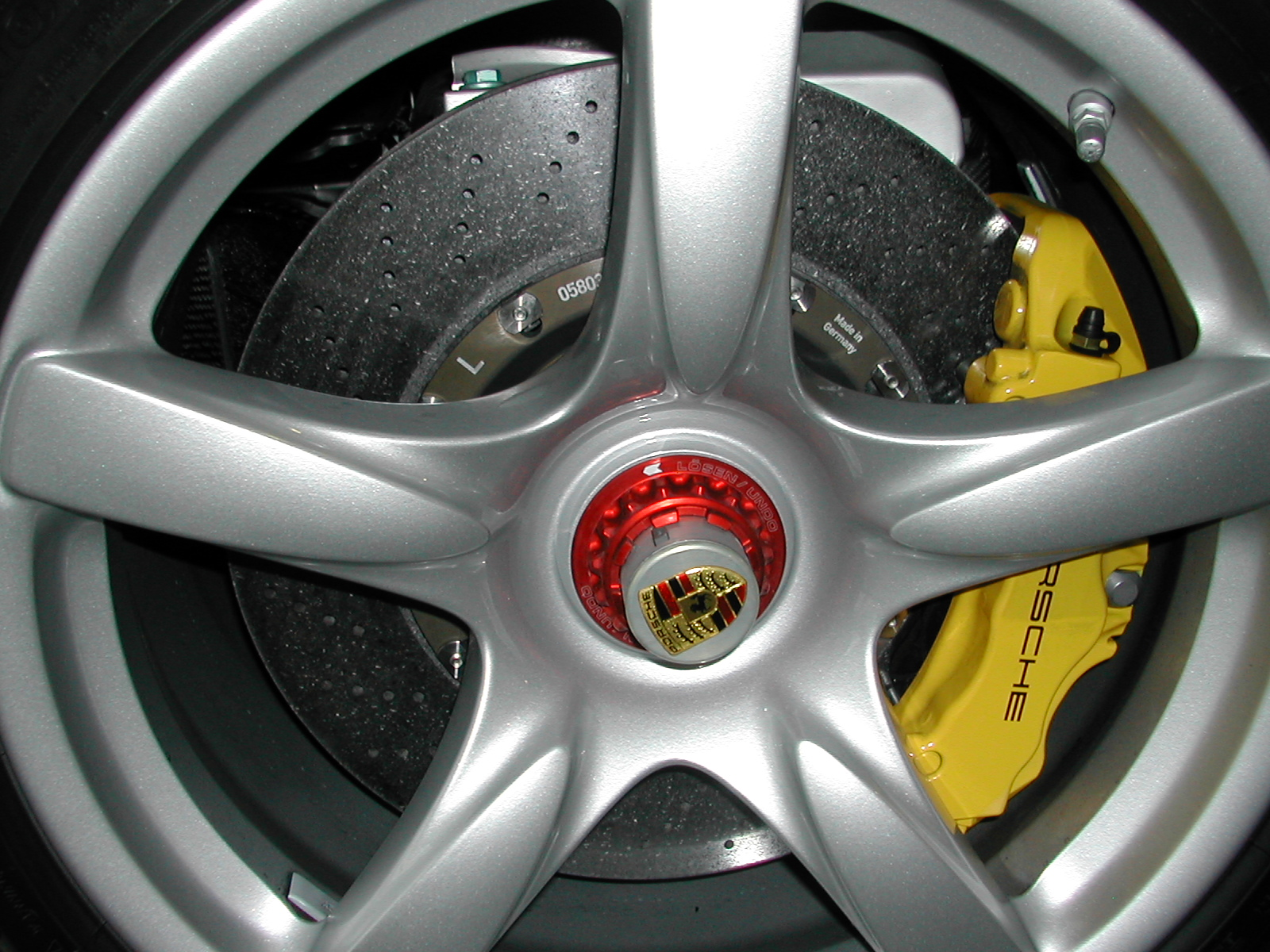
Углерод-керамические (карбид кремния) дисковые тормоза Porsche Carrera GT

Инфильтрованый кремний в материале «композит углерод-углерод» используется для производства высококачественных «керамических» дисковых тормозов, так как способен выдерживать экстремальные температуры. Кремний вступает в реакцию с графитом в «композите углерод-углерод», становясь армированным углеродным волокном карбида кремния (C/SiC). Диски из этого материала используются на некоторых спортивных автомобилях, в том числе Porsche Carrera GT, Bugatti Veyron, Chevrolet Corvette ZR1, Bentley, Ferrari, Lamborghini. Карбид кремния используется также в спечённых формах в дизельных фильтрах для очистки от твёрдых частиц[уточнить].

### Электроника и электротехника
Первыми электрическими устройствами из SiC были нелинейные элементы варисторы и вентильные разрядники (см. также: тирит, вилит, лэтин, силит) для защиты электроустановок от перенапряжений. Карбид кремния в разрядниках применяется в виде материала вилита — смеси SiC и связующего. Варистор обладает высоким сопротивлением до тех пор, пока напряжение на нём не достигнет определённого порогового значения VT, после чего его сопротивление падает до более низкого уровня и поддерживает это значение, пока приложенное напряжение не упадёт ниже VT.
Электронные приборы

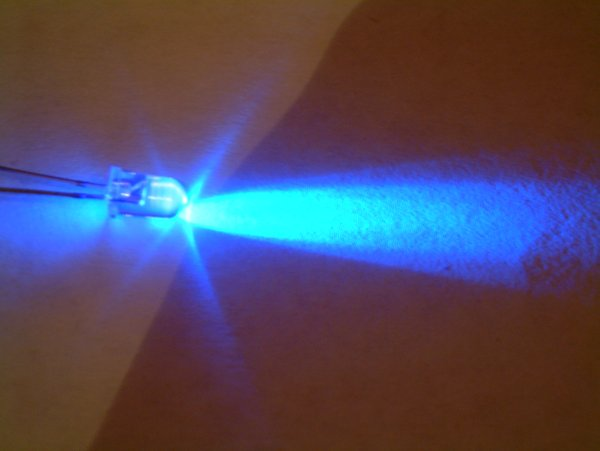
Светодиод

Карбид кремния используется в сверхбыстрых высоковольтных диодах Шоттки, n-МОП транзисторах и в высокотемпературных тиристорах. По сравнению с приборами на основе кремния и арсенида галлия приборы из карбида кремния имеют следующие преимущества:
- в несколько раз большая ширина запрещённой зоны;
- в 10 раз большая электрическая прочность;
- высокие допустимые рабочие температуры (до 600 °C);
- теплопроводность в 3 раза больше, чем у кремния, и почти в 10 раз больше, чем у арсенида галлия;
- устойчивость к воздействию радиации;
- стабильность электрических характеристик при изменении температуры и отсутствие дрейфа параметров во времени.

Из почти 250 модификаций карбида кремния только две применяются в полупроводниковых приборах — 4H-SiC и 6H-SiC.
Проблемы с сопряжением элементов, основанных на диоксиде кремния, препятствуют развитию n-МОП транзисторов и IGBT, основанных на карбидокремнии. Другая проблема заключается в том, что сам SiC пробивается при высоких электрических полях в связи с образованием цепочек дефектов упаковки, но эта проблема может быть решена совсем скоро[прояснить].
История светодиодов из SiC весьма примечательна: впервые свечение в SiC было обнаружено Х. Роундом в 1907 году. Первые коммерческие светодиоды были также на основе карбида кремния. Жёлтые светодиоды из 3C-SiC были изготовлены в СССР в 1970-х годах, а синие (из 6H-SiC) по всему миру — в 1980-х годах. Производство вскоре остановилось, потому что нитрид галлия показал в 10—100 раз более яркую эмиссию.
Эта разница в эффективности связана с неблагоприятной непрямой запрещённой зоной SiC, в то время как нитрид галлия имеет прямую запрещённую зону, которая способствует увеличению интенсивности свечения. Тем не менее, SiC по-прежнему является одним из важных компонентов светодиодов — это популярная подложка для выращивания устройств из нитрида галлия, также он служит теплораспределителем в мощных светодиодах.

### Астрономия и точная оптика
Жесткость, высокая теплопроводность и низкий коэффициент теплового расширения делают карбид кремния термостабильным материалом в широком диапазоне рабочих температур. Это обуславливает широкое применение карбидкремниевых матриц для изготовления зеркальных элементов в различных оптических системах, например, в астрономических телескопах или в системах передачи энергии с использованием лазерного излучения. Развитие технологий (химическое осаждение паров) позволяет создавать диски из поликристаллического карбида кремния до 3,5 метров в диаметре. Заготовки зеркал могут формироваться различными методами, включая прессование чистого мелкого порошка карбида кремния под высоким давлением. Несколько телескопов (например, Gaia) уже оснащены оптикой из карбида кремния, покрытого алюминием.

### Пирометрия

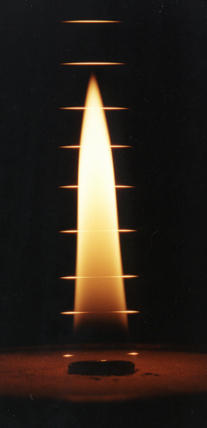
Изображения теста пирометрии. Высота пламени 7 см

Волокна из карбида кремния используются для измерения температуры газов оптическим методом, называемым тонкой пирометрией накаливания. При измерении тонкие нити (диаметр 15 мкм) из карбида кремния вводят в зону измерения. Волокна практически не влияют на процесс горения, а их температура близка к температуре пламени. Таким методом может быть измерена температура в диапазоне 800—2500 K.

### Нагревательные элементы
Первые упоминания об использовании карбида кремния для изготовления нагревательных элементов относятся к началу 20 века, когда они были изготовлены The Carborundum Company в США и EKL в Берлине.
В настоящее время карбид кремния является одним из типичных материалов для изготовления нагревательных элементов, способных работать при температурах до 1400 °C на воздухе и до 2000 °C в нейтральной или восстановительной среде, что заметно выше, чем доступно для многих металлических нагревателей.
Нагревательные элементы из карбида кремния используются при плавлении цветных металлов и стекла, при термической обработке металлов, флоат-стекла, при производстве керамики, электронных компонентов и т. д.

### Ядерная энергетика
Благодаря высокой устойчивости к воздействию внешних неблагоприятных факторов, включая природные, высокой прочности и твёрдости, низкому коэффициенту теплового расширения и низкому коэффициенту диффузии примесей и продуктов деления реакционноспечённый карбид кремния нашёл применение в ядерной энергетике.
Карбид кремния, наряду с другими материалами, используется в качестве слоя из триструктурально-изотропного покрытия для элементов ядерного топлива в высокотемпературных реакторах, в том числе в газоохлаждаемых реакторах.
Из карбида кремния изготавливаются пеналы для длительного хранения и захоронения ядерных отходов.

### Ювелирные изделия

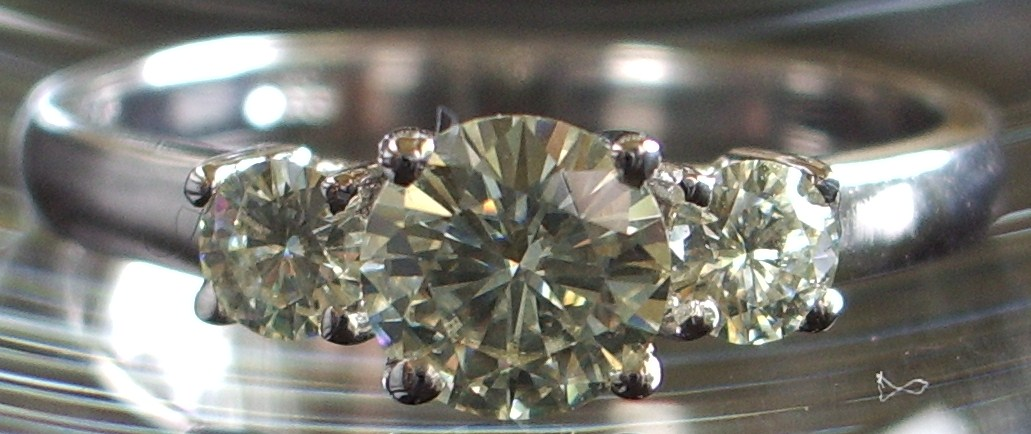
Кольцо с синтетическим муассанитом

Как ювелирный камень карбид кремния используется в ювелирном деле под названием «синтетический муассанит» или просто «муассанит». Муассанит похож на алмаз: он прозрачен и твёрд (9—9,5 по шкале Мооса, по сравнению с 10 для алмаза), с показателем преломления 2,65—2,69 (по сравнению с 2,42 для алмаза).
Муассанит имеет несколько более сложную структуру, чем обычный кубический диоксид циркония. В отличие от алмаза, муассанит может иметь сильное двулучепреломление.
Это качество является желательным в некоторых оптических конструкциях, но только не в драгоценных камнях.
По этой причине муассанитовые драгоценности разрезают вдоль оптической оси кристалла, чтобы свести к минимуму эффект двупреломления.
Муассанит имеет более низкую плотность 3,21 г/см3 (против 3,53 г/см3 для алмаза) и гораздо более устойчив к теплу.
В результате получается камень с большим блеском минерала, с чёткими гранями и хорошей устойчивостью к внешним воздействиям.

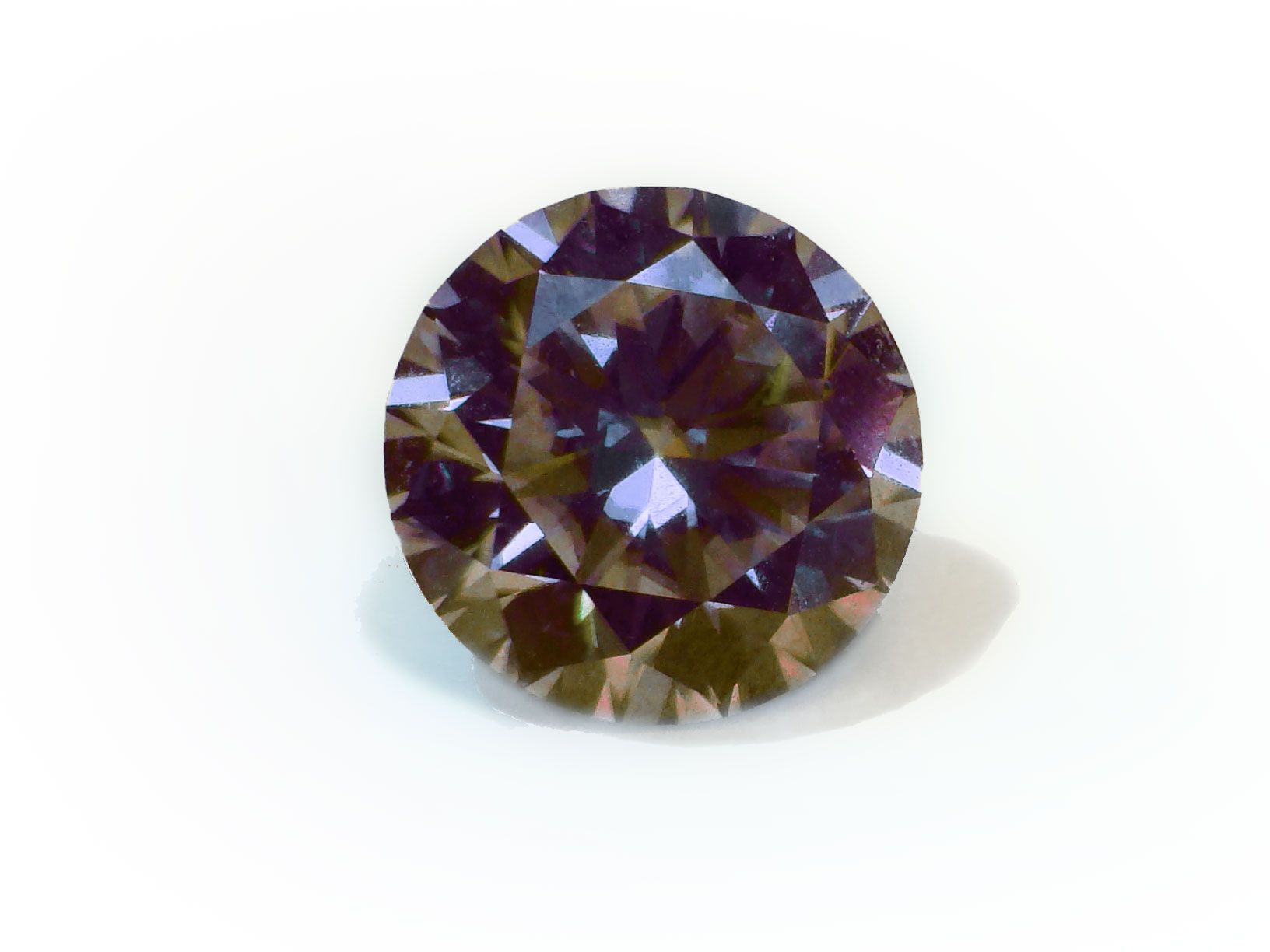
Синтетический карбид кремния: карборунд, муассанит (бриллиантовая огранка)

В сравнении с алмазом, который горит при температуре 800 °C, муассанит остаётся неповреждённым вплоть до температуры в 1800 °C (температура плавления чистого золота равна 1064 °C).
Муассанит стал популярен как заменитель алмаза и может быть ошибочно принят за алмаз, так как его теплопроводность гораздо ближе к алмазу, чем у любого другого заменителя бриллианта. Драгоценный камень можно отличить от алмаза с помощью его двулучепреломления и очень небольшой зелёной или жёлтой флуоресценции в ультрафиолетовом свете.

### Производствостали
Карбид кремния выступает в качестве топлива для изготовления стали в конвертерном производстве. Он чище, чем уголь, что позволяет сократить отходы производства. Также может быть использован для повышения температуры и регулирования содержания углерода. Использование карбида кремния стоит меньше и позволяет производить чистую сталь из-за низкого уровня содержания микроэлементов, по сравнению с ферросилицием и сочетанием с углеродом.

### Катализатор
Естественная резистентность карбида кремния к окислению, а также открытие новых путей синтеза кубической формы β-SiC с большей площадью поверхности, приводит к большому интересу в использовании его в качестве гетерогенного катализатора. Эта форма уже использовалась в качестве катализатора при окислении углеводородов, таких как н-бутан, малеиновый ангидрид.

### Производство графена
Карбид кремния используется для производства графена с помощью графитизации при высоких температурах. Это производство рассматривается как один из перспективных методов синтеза графена в больших масштабах для практических применений. Высокая температура (2830 °C, как выше указано в реакции) приводит к разложению карбида кремния. Кремний как более летучий элемент уходит из приповерхностных слоёв, оставляя одно- или многослойный графен, нижние из которых сильно связаны с объёмным кристалом. В качестве исходного материала используют монокристаллы 6H-SiC(0001), на поверхности которых формировались террасы графена в результате термообработки с размерами около 1 мкм, разделённые областями с несколькими слоями.

### Применение в строительстве
Может использоваться в качестве фибры в фибробетоне (аналогично базальтовому волокну).